# Junkers Ju 322
Junkers Ju 322 (рус. Юнкерс Ю 322, словесное название — «Мамонт», нем. Mammut) — десантный планёр компании Junkers, построенный по схеме «летающее крыло». Самый большой в мире цельнодеревянный планер. Как и разрабатывавшийся конструкторским бюро Мессершмидта «Гигант», «Мамонт» тоже предназначался для авиадесантной компоненты операции по высадке немецких войск на Британские острова и проектировался под необходимость преодолеть кратчайший участок Ла-Манша между Дувром и Кале.

## Конструкция
Ju.322 «Мамонт» представлял собой летающее крыло с оперением на хвостовой балке. Оперение было неожиданно небольшим для летательного аппарата таких размеров. Крыло имело размах 62 м и многолонжеронную конструкцию.
Кабина пилота была сдвинута влево. В объёмном центроплане размещался грузовой отсек. Снимаемая обшивка передней кромки обеспечивала прямую загрузку почти с уровня земли. 
Центропланная секция имела на концах передней кромки две стрелковые установки под один 7,9-мм пулемёт MG-15 или 13-мм MG-131. Под каждой стрелковой установкой были установлены вспомогательные колёса шасси, исключающие «зарывание» планера при посадке. Стальные полудуги предохраняли законцовки крыла. Посадка осуществлялась на две лыжи, установленные по краям центроплана.

## История

### Разработка

Ju 322 на стоянке

Оценка проблем десантной операции на Британские острова привела к заключению, что первая волна десантных сил должна была обязательно поддерживаться тяжелой техникой. Это привело к разработке тяжелого десантного планера, способного транспортировать самоходные орудия с экипажем, боезапасом и топливом, танки, или не менее 100 человек десантников. Технический департамент министерства авиации немедленно приступил к разработке требований к такому планеру. Спецификации были направлены «Юнкерсу» и «Мессершмитту», от которых потребовали к 1 ноября 1940 года предоставить эскизные проекты и предварительные расчёты. Более того, начало серийного производства предполагалось начать одновременно с разработкой. Каждая из фирм готовилась к выпуску 100 планеров.
Весь проект получил обозначение «Операция Варшава». При этом проект «Junkers» обозначался "Варщау-Ост". Планёру «Junkers» было дано обозначение Ju.322. Конструкторы «Junkers» приступили к этому проекту в середине октября 1940 г в городе Мерсенбург. Работы шли под руководством главного конструктора «Junkers» Генриха Хертеля.
Проект Ju.322, первоначально названный своими создателями «Голиаф», был представлен Техническому департаменту 31 октября 1941. Во многом он напоминал пассажирский самолёт Junkers G.38. 6 ноября на завод в Мерсебурге пришла телеграмма от министерства авиации: «Производство начать немедленно. Количество удвоить. Провести испытания в кратчайшие сроки!». К этому времени Ju.322 был переименован в «Мамонта».
«Junkers» было указано использовать только дерево, но компания имела опыт работы исключительно с цельнометаллическими конструкциями и никогда не занималась деревянными. Более того, несмотря на высокий приоритет работ, не было никакой возможности получить необходимое количество качественной древесины. Пришлось использовать всю древесину, которую можно было только достать.
Расчёт конструкторов на прочность был отклонен опытным отделом, так как статические испытания переднего лонжерона показали, что он не выдерживает расчётную нагрузку. Второй лонжерон сломался при 60-процентной нагрузке. Проблема оказалась трудноразрешимой. Получить качественную древесину не удавалось, хотя 30 серийных Ju.322 уже были частично готовы.
Это дало основание немецкому асу Эрнсту Удету, заявить, что планёр будет неустойчив, если сможет подняться в воздух.
Спроектировать под «Мамонта» взлётную тележку оказалось сложным делом, особенно учитывая конфигурацию планера. Чтобы выдержать вес загруженного планера, тележка представляла собой мощную конструкцию из стальных труб весом 8 тонн. Планировалось, что «Мамонт» должен был располагаться на тележке на четырёх подрессоренных лыжах, так чтобы в процессе взлёта подниматься прямо с тележки. Торможение тележки осуществлялось с помощью парашюта. Однако испытания на уменьшенной модели показали, что буксировщик может сдёрнуть планер с тележки ещё до скорости взлёта. В результате тележку пришлось переделать под сброс уже в полёте. Тележка успешно сбрасывалась на испытаниях с высоты 1,5-5 м, но её подскок от взлётной полосы представлял собой потенциальную опасность для планера, и тележку пришлось вновь переделывать под большую высоту сброса.

### Первый полёт
Окончательно первый полёт был подготовлен в апреле 1941 года. К этому времени первый экземпляр Ju.322 был закончен, а 98 планеров уже находились на разных стадиях сборки. Ju.332 крепился к Ju.90 с помощью 120 метрового троса толщиной 16 мм.
Во время первого полёта самолёт-буксировщик взлетал на полной мощности двигателей, но даже при этом Ju 322 смог оторваться от земли только в конце взлётной полосы. Сразу же взлётная тележка была сброшена, но разрушилась при столкновении с землёй, отлетевшие обломки ударили по планеру. Пилот буксировщика пытался продолжить нормальный полёт, но планёр, поднявшийся выше буксировщика, задрал хвост последнего. Когда буксировщик уже пикировал, пилот "Мамонта" отцепил буксир. Буксировщик вышел из пикирования в нескольких метрах от земли. Планер же сразу после отцепки буксира перешёл в нормальный полёт, совершив посадку в 200 метрах от прожекторной батареи. Место посадки было тут же оцеплено. Через две недели «Мамонт» отбуксировали обратно двумя танками.

### Закрытие проекта
Конструкторы «Варшау-Ост» тут же увеличили оперение планера и стали готовить новые доработки, но после нескольких полётов стало очевидно, что характеристики «Мамонта» слишком плохи. В мае Технический департамент приказал «Junkers» прекратить все работы по планеру. Уже через несколько недель все готовые и находящиеся на сборке планеры были порезаны на чурки для газогенераторных машин.

## Лётные данные

Схема Ju 322

| Модификация               | Ju.332-V1                                |
| Размах крыла, м           | 62.00                                    |
| Длина, м                  | 30.25                                    |
| Высота, м                 | 10.00                                    |
| Пустого, кг               | 26000                                    |
| Максимальная взлётная, кг | 36000                                    |
| Буксировки, кг            | 210                                      |
| Экипаж, чел               | 1-2                                      |
| Полезная нагрузка, кг     | 12000 кг                                 |
| Вооружение                | один 7.9мм пулемет MG-15 или 13мм MG-131 |

.
 